# HD 74156
HD 74156 är en gul solliknande stjärna i huvudserien i stjärnbilden Vattenormen.
Stjärnan har visuell magnitud +7,61 och kräver fältkikare för att observeras. Den befinner sig på ett avstånd av ungefär 210 ljusår

## Exoplaneter
Närvaron av två exoplaneter vid stjärnan upptäcktes i april 2001. Planeterna har en massa som är ungefär 1,8 och 8,0 gånger Jupiters. De fick beteckningarna HD 74156 b och HD 74156 c och har ett medelavstånd till stjärnan på 0,29 och 3,82 AE.  Rapport om en tredje planet kom 2007, men är ännu inte bekräftad.
| Planet | Massa           | Halv storaxel (AE) | Siderisk omloppstid (d) | Excentricitet | Inklination | Radie |
| ------ | --------------- | ------------------ | ----------------------- | ------------- | ----------- | ----- |
| b      | >1,778±0,02 MJ  | 0,2916±0,0033      | 51,6385±0,0015          | 0,638±0,0061  | –           | –     |
| c      | >7,997±0,095 MJ | 3,82±0,044         | 2448,9±5,5              | 0,3829±0,008  | –           | –     |